# Frank Lowy

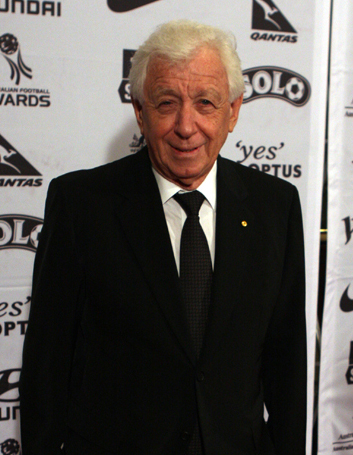
Sir Frank Lowy, 2011

Sir Frank Lowy (* 22. Oktober 1930 in Fiľakovo, Tschechoslowakei) ist ein australischer Unternehmer.

## Leben
Lowy entstammt einer jüdischen Familie und lebte in seiner Kindheit in Budapest. Von 1946 bis 1952 wohnte er im heutigen Israel (ursprünglich Palästina) und danach zog er nach Australien. Lowy gründete und leitete das australische Einzelhandelsunternehmen Westfield Group. Nach Angaben des US-amerikanischen Forbes Magazin gehört Lowy zu den reichsten Australiern. Seit 2003 ist Lowy Präsident der Football Federation Australia. Von 2008 bis 2010 geriet er mit seinem Unternehmen in den Blickpunkt der US-amerikanischen Steuerfahndung, nachdem eine Zusammenarbeit mit schweizerischen und liechtensteinischen Banken (LGT Bank) aufgedeckt wurde.
Seit 2003 ist Lowy Eigner der Yacht Ilona, sie ist seine vierte Yacht dieses Namens, und hat viermal die Welt umfahren.
Er ist verheiratet, hat drei Söhne, die die Leitung von Westfield übernahmen und wohnt in Sydney.

## Auszeichnungen (Auswahl)
- Companion des Order of Australia (2000)
- Knight Bachelor (2017)